# Adolphe-Hippolyte Couveley
Adolphe-Hippolyte Couveley, pseudonyme d’Adolphe-Hippolyte Couvelet, né le 16 novembre 1802 à Charleville et mort le 27 avril 1867 au Havre, est un lithographe et un peintre français.

## Biographie
Né en 1802 à Charleville, Adolphe-Hippolyte Couveley est le fils du peintre Jean-Baptiste Couvelet (1772-1830). Élève de son père, Couvelet expose au Salon dès 1834. Ses premières productions sont marquées par un voyage à Londres et en Bretagne qu'il effectué vers 1835. Par anglomanie, Adolphe-Hippolyte Couvelet remplace le T final de son nom par un Y. Ses tableaux exposés au Salon de Dijon en 1837, parmi lesquels se trouve une Vue de Bretagne portent pour la première fois le Y final. Il remporte une médaille de 3e classe en 1839.
En 1845, il est sollicité par la Ville du Havre pour organiser le nouveau musée de la ville et en devient ainsi le premier conservateur le 1er janvier. Le 20 février 1849, il épouse à Paris Joséphine Virtel. C'est dans ses fonctions de conservateur qu'il fait la rencontre du jeune peintre Eugène Boudin qu'il prend sous son aile. En 1851, il appuie une demande de bourse auprès de la municipalité du Havre pour que Boudin puisse séjourner à Paris. Couveley, sans être véritablement le maître de Boudin, a tout même exercé une certaine influence sur lui — Boudin étant « heureux d'avoir des conseils mais trop fier pour rester un élève ». La même année, Boudin reproduit une œuvre de Couveley : Cavalcade hâvraise. Couveley est nommé chevalier de la Légion d'honneur en 1859. Sa situation financière se détériore et il va jusqu'à poser sa signature sur une toile de Boudin qui s'en aperçoit et corrige la signature. Lorsque Couveley meurt, ses dettes sont remboursées par la vente de ses collections prêtées au musée du Havre qui se retrouve alors privé d'une grande partie de ses toiles.

## Distinctions
- Chevalier de la Légion d'honneur (1859).

## Œuvre
Ses peintures remportent des succès inégaux. Un de ses tableaux, Le Camp des chameaux près de Smyrne est refusé au Salon de 1841. Le Gué exposé en 1846 est jugé « trop lestement fait ». L'exposition de sa Vue de Marseille au Salon de 1861 lui vaut quant à elle une critique acerbe de Charles-Olivier Merson qui écrit : « J'en pourrais, par malheur, faire d'aussi méchants ; mais je me garderais de les montrer aux gens ». Couveley est également lithographe pour différents ouvrages comme Le chemin de fer du Havre à Rouen et à Paris : Promenade pittoresque et anecdotique mais ses productions sont jugées plutôt médiocres.
- Vue de Hamstadt, en Angleterre, 1834.
- Vue de Paris, prise de Montmartre, effet de lune, 1834.
- La Danse des paysans bretons, 1836.
- Vue de Bretagne, 1837.
- Vue de Normandie, effet de brouillard, 1840.
- Pleine-mer ; pêcheurs, 1840.
- Halte près Smyrne, 1841.
- Le Camp des chameaux près de Smyrne, 1841.
- Une noce bretonne, 1846.
- Le Gué, 1846.
- Avant-port du Havre, 1848.
- Rivière de Rochefort, 1848.
- Vue prise à Constantinople, 1848.
- Pointe du sérail, 1848.
- Tour de Léandre à Constantinople, 1848.
- Caravane en marche, 1848.
- Caïque près de la pointe du sérail, 1848.
- Le Petit Port d'Ourlac près Smyrne, 1848.
- Vue de la Tamise près Greenwich, 1848.
- Vue du Fort Rouge à Calais, 1849.
- Halte au cabaret breton, 1849.
- Vue du débarcadère de Taupana à Péra, 1849.
- Vue du port de Nantes, 1852, sous-préfecture du Havre.
- Vue du port de Marseille, 1859, Le Havre, musée d'Art moderne André-Malraux.
- Vue du port de Bordeaux, 1864, Le Havre, musée d'Art moderne André-Malraux.
- Vue du port du Havre à la marée montante, sous-préfecture du Havre.
- L'Aigle, yacht impérial, Paris, musée national de la Marine.

Œuvres d'Adolphe-Hippolyte Couveley
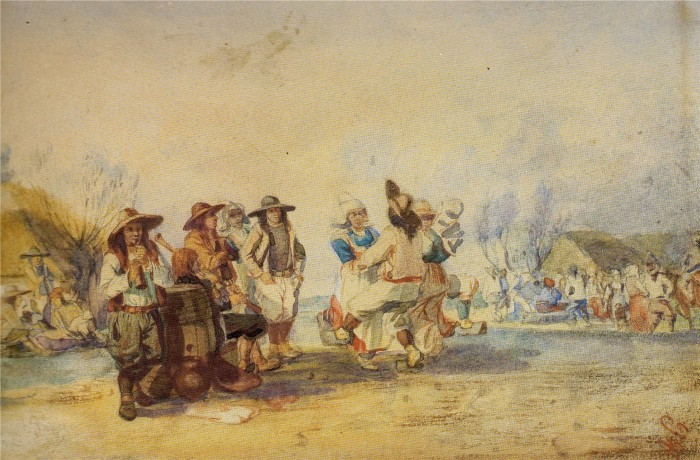
La Danse des paysans bretons, localisation inconnue.
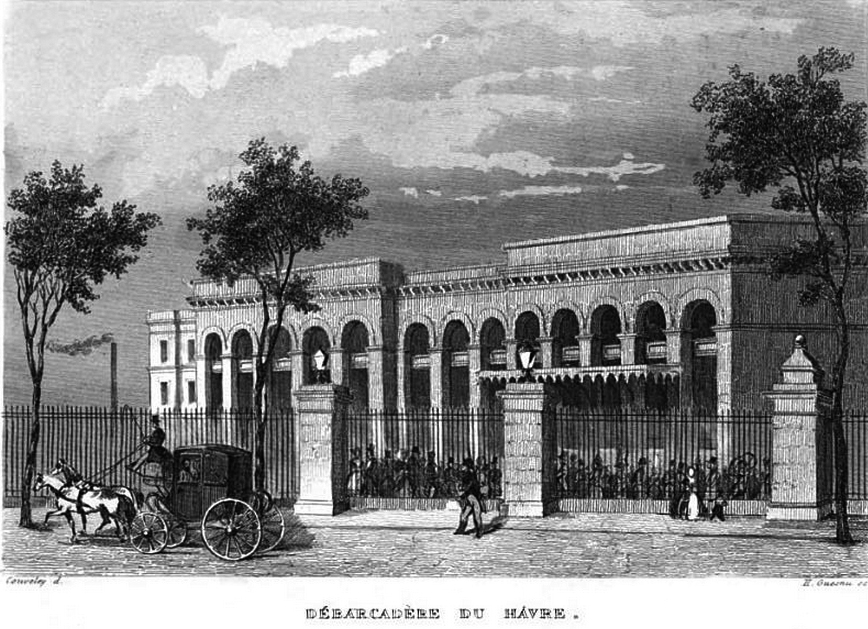
Débarcadère du Havre (1847), gravure d'après Couveley.
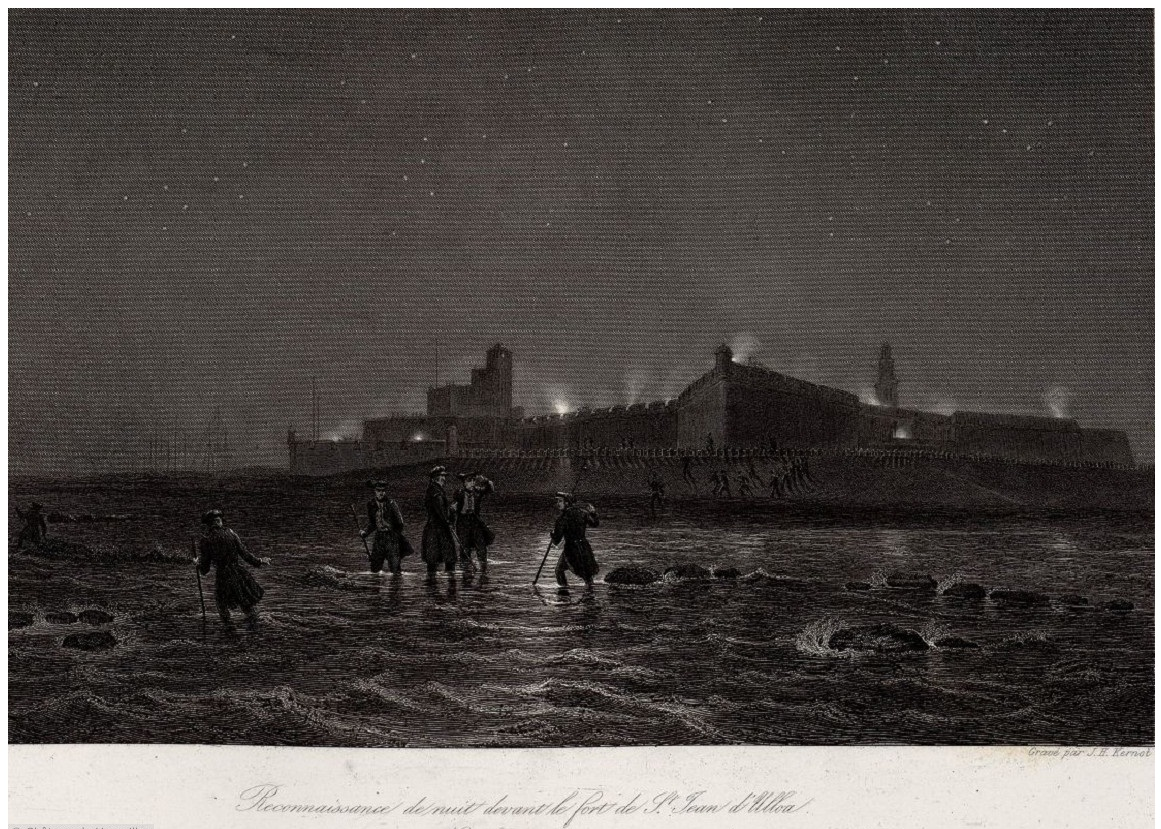
Reconnaissance de nuit devant le fort de Saint-Jean d'Ulloa par le prince de Joinville, 26 novembre 1838, gravure d'après Couveley.
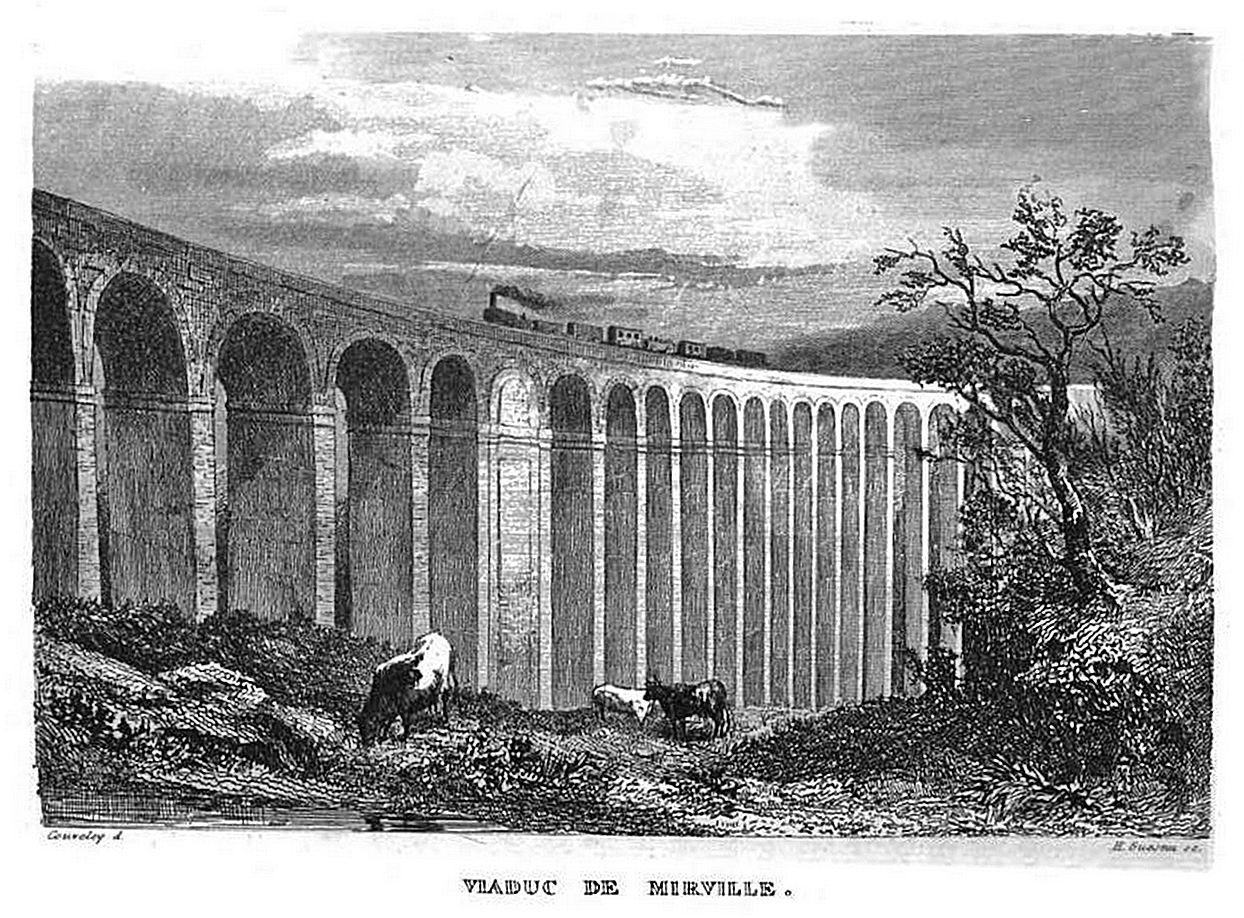
Viaduc de Mirville (1847), gravure d'après Couveley.

## Ouvrage illustrés
- Joseph Morlent (ill. A. Couveley), Le chemin de fer du Havre à Rouen et à Paris : Promenade pittoresque et anecdotique, Le Havre, Imprimerie Alph. Lemale, 1847, 137 p. (lire en ligne).